# Альзакола міомбова
Альзако́ла міомбова (Cercotrichas barbata) — вид горобцеподібних птахів родини мухоловкових (Muscicapidae). Мешкає в Центральній Африці.

## Поширення і екологія

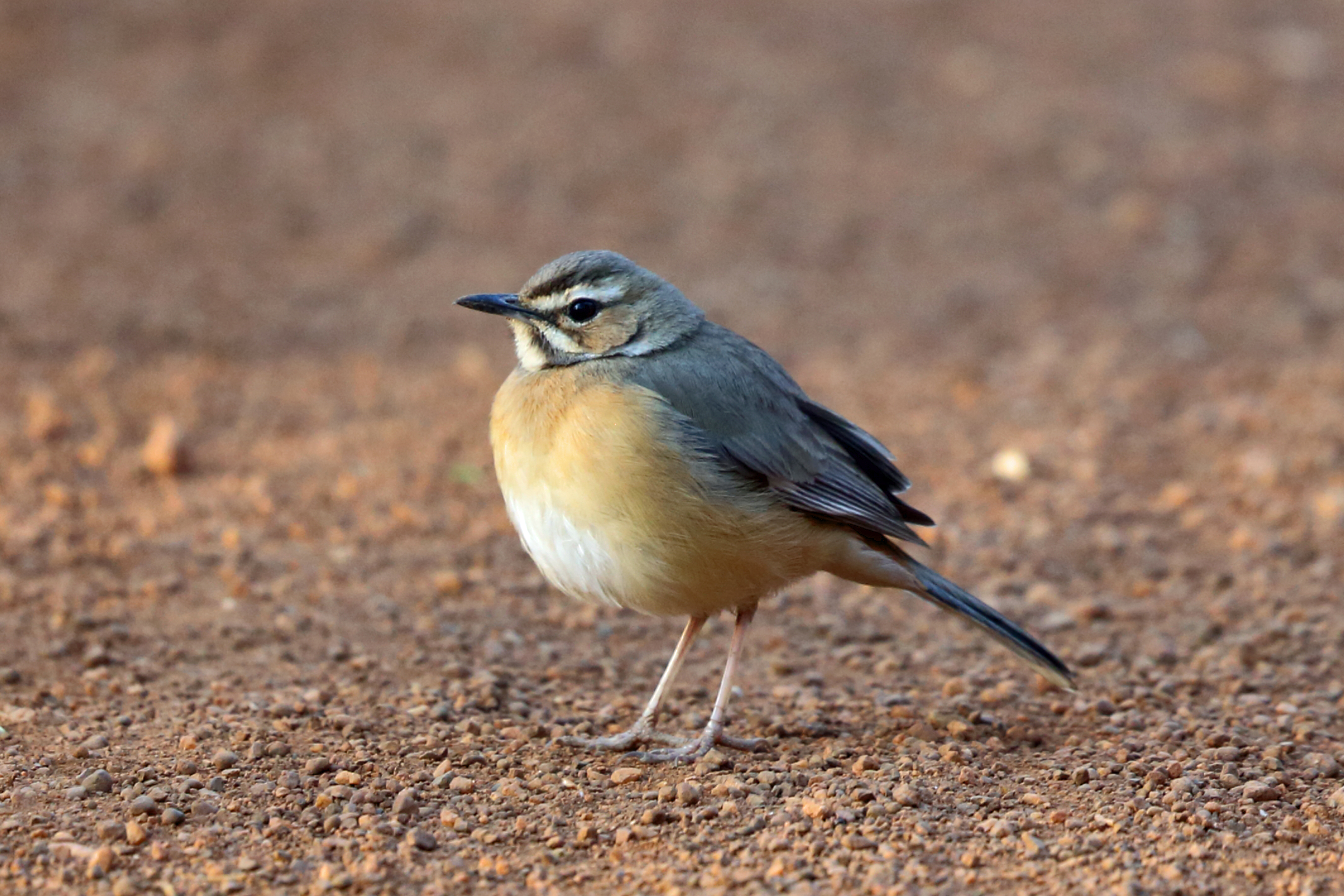
Міомбова альзакола

Міомбові альзаколи мешкають в Анголі, Демократичній Республіці Конго, Замбії, Малаві, Мозамбіку, Танзанії і Бурунді. Вони живуть в сухих чагарникових заростях, на плантаціях та в саванах міомбо. Зустрічаються на висоті від 1300 до 1700 м над рівнем моря.